# Décima sessão especial de emergência da Assembleia Geral das Nações Unidas
A Décima Sessão Especial de Emergência da Assembleia Geral das Nações Unidas centra-se no conflito israelo-palestino: a ocupação em curso da Cisjordânia e da Faixa de Gaza. A sessão foi convocada pela primeira vez em 1997, sob o Presidente da Assembleia Geral, Razali Ismail, da Malásia. Isso ocorreu quando o Conselho de Segurança não tomou uma decisão sobre o assunto em duas reuniões diferentes. A sessão continua suspensa.
Uma sessão especial de emergência é uma reunião não agendada da Assembleia Geral das Nações Unidas para tomar decisões ou recomendações urgentes, mas não vinculativas, sobre uma questão específica. Eles são raros – um fato refletido no fato de haver apenas onze convocados na história das Nações Unidas, a última em abril de 2022.
A maioria das sessões especiais de emergência abrange uma única sessão. A décima sessão especial de emergência é a primeira a ser retomada mais de uma vez (a sétima sessão especial de emergência foi retomada exatamente uma vez). De fato, mais de dez "reuniões" separadas foram realizadas pela Assembleia, enquanto estava na décima sessão especial de emergência, desde 2000. O fato de a décima ter percorrido tantas sessões pode ser visto como um indicador da importância do tema na política internacional. Até agora, já foram realizadas mais de 30 reuniões (ver documentos da ONU A/ES-10/PV.1 a A/ES-10/PV.31), quase todos os anos de 1997 a 2009.
O mecanismo da sessão especial de emergência foi criado em 1950 pela aprovação da Assembleia Geral de sua resolução "Unindo pela Paz", que fez as mudanças necessárias ao "Regimento de Procedimento" da Assembleia na época. A resolução também declarou que:

... se o Conselho de Segurança, por falta de unanimidade dos membros permanentes, deixar de exercer sua responsabilidade primária pela manutenção da paz e segurança internacionais em qualquer caso em que pareça haver uma ameaça à paz, ruptura da paz , ou ato de agressão, a Assembléia Geral considerará o assunto imediatamente com o objetivo de fazer recomendações apropriadas aos Membros para medidas coletivas, inclusive no caso de ruptura da paz ou ato de agressão o uso de força armada quando necessário, para manter ou restaurar a paz e a segurança internacionais. Se não estiver em sessão no momento, a Assembléia Geral poderá se reunir em sessão extraordinária de emergência dentro de vinte e quatro horas após a solicitação. Essa sessão especial de emergência será convocada se solicitada pelo Conselho de Segurança pelo voto de quaisquer sete membros, ou pela maioria dos Membros das Nações Unidas...